# Sis dies de Des Moines
Els Sis dies de Des Moines era una cursa de ciclisme en pista, de la modalitat de sis dies, que es corria a Des Moines . La seva primera edició data del 1913 i es va disputar fins al 1936 amb només tres edicions.

## Palmarès
| Any     | Primers                      | Segons                         | Tercers                       |
| ------- | ---------------------------- | ------------------------------ | ----------------------------- |
| 1913    | Worth Mitten · Gordon Walker | Peter Drobach · Paddy Hehir    | Clarence Carman · Martin Ryan |
| 1914    | No disputats                 |                                |                               |
| 1915    | Worth Mitten · Jack Blatz    | Peter Drobach · Paddy Hehir    | Clarence Carman · Martin Ryan |
| 1916-35 | No disputats                 |                                |                               |
| 1936    | Freddy Zach · Cecil Yates    | Archie Bollaert · Eddy Trieste | Henry Sima · Charly Yaccino   |